# 陈珂 (1955年)
陈珂（1955年7月—），男，生于重庆，籍贯江苏无锡，中央戏剧学院戏剧学博士生，戏剧管理系教授、博士生导师。
陈珂在1970年代下乡川北大巴山区，在部队文工团当兵。1980年代上大学，后考入上海戏剧学院戏剧文学系硕士研究生。1990年代前往北京工作，曾就职于北京舞蹈学院。2002年，在中央戏剧学院攻读戏剧学博士。